# الدیسونا
الدیسونا (به اسپانیایی: Aldeasoña) یک شهرستان در اسپانیا است که در سگبیا واقع شده‌است.